# Jamalepidosis longipes
Jamalepidosis longipes är en tvåvingeart som beskrevs av Boris Mamaev 1990. Jamalepidosis longipes ingår i släktet Jamalepidosis och familjen gallmyggor. Inga underarter finns listade i Catalogue of Life.